# 10020 Bagenal
10020 Bagenal eller 1979 QQ5 är en asteroid i huvudbältet som upptäcktes den 24 juli 1979 av den amerikanska astronomen Schelte J. Bus vid Palomar-observatoriet. Den är uppkallad efter astrofysikern Frances Bagenal.
Asteroiden har en diameter på ungefär 9 kilometer.